# 劳尔·冈萨雷斯·罗德里格斯
劳尔·冈萨雷斯·罗德里格斯（西班牙語：Raúl González Rodríguez，1952年2月29日—），墨西哥男子田径运动员。他曾代表墨西哥参加1972年、1976年、1980年和1984年夏季奥林匹克运动会田径比赛，获得一枚金牌和一枚银牌。